# Leekfrith
Leekfrith est une paroisse civile du Staffordshire, en Angleterre.